# موهره نوری
موهره نوری (به انگلیسی: Mohra Noori) یک منطقهٔ مسکونی در پاکستان است که در ناحیه راولپندی واقع شده‌است.